# Томас Ларкин
Томас Ларкин (итал. Thomas Larkin; Лондон, 31. децембар 1990) професионални је италијански хокејаш на леду који игра на позицији одбрамбеног играча. 
Члан је сениорске репрезентације Италије за коју је дебитовао на светском првенству прве дивизије 2011. године.

## Каријера
Каријеру је започео 2007. играјући колеџ хокеј на америчким универзитетима. Одличне партије у колеџ лиги отвориле су му врата НХЛ драфта  2009. где га је као 137. пика у петој рунди одабрала екипа Коламбус блу џакетса. На тај начин Ларкин је постао првим италијснаким хокејашем који је учествовао на драфту НХЛ лиге. Потом је наредне 4 сезоне играо за универзитетски тим Колгејт универзитета, да би затим потписао уговор са америчких АХЛ лигашем Спрингфилд фалконсима. Како током две сезоне у којима је имао предуговор са Џакетсима није успео да се избори за место у екипи, Ларкин 2015. као слободан агент одлази у Европу и потписује двогодишњи уговор са загребачким КХЛ лигашем Медвешчаком.  
По окончању уговора са Загрепчанима 2017. прелази у редове немачког Адлера из Манхајма у ДЕЛ лиги.